# Зеленник мінливобарвний
Зеле́нник мінливобарвний (Chlorospingus flavopectus) — вид горобцеподібних птахів родини Passerellidae. Мешкає в Мексиці, Центральній і Південній Америці. Виділяють низку підвидів.

## Опис
Довжина птаха становить 12-15, вага 18,5-23 г. Верхня частина голови коричнева або чорнувато-коричнева, над очима тонкі білі "брови", за очима білі плями, горло світле. Верхня частина тіла коричнева, нижня частина тіла та живіт білуваті. Дзьоб темний, лапи жовтувато-сірі. Забарвлення щок, горла і обличчя різниться в залежності від підвиду. 

## Підвиди
Виділяють 26 підвидів:
- C. f. postocularis Cabanis, 1866 — гори Сьєрра-Мадре-де-Чіапас (штат Чіапас на півдні Мексики, захід Гватемали);
- C. f. wetmorei Lowery & Newman, RJ, 1949 — гори Сьєрра-де-лос-Тустлас (захід Веракрусу);
- C. f. albifrons Salvin & Godman, 1889 — Південна Сьєрра-Мадре (Герреро, Оахака);
- C. f. ophthalmicus (Du Bus de Gisignies, 1847) — Східна Сьєрра-Мадре (від південного сходу Сан-Луїс-Потосі і західного Веракрусу до північно-східної Оахаки);
- C. f. dwighti Underdown, 1931 — північ Чіапасу, схід Гватемали і південний захід Белізу;
- C. f. honduratius Berlepsch, 1912 — Сальвадор і Гондурас;
- C. f. regionalis Bangs, 1906 — Нікарагуа, північний схід Коста-Рики і захід Панами;
- C. f. punctulatus Sclater, PL & Salvin, 1869 — центральна Панама;
- C. f. jacqueti Hellmayr, 1921 — північна Колумбія, східні схили Венесуельських Анд (від Лари до Тачири);
- C. f. falconensis Phelps & Gilliard, 1941 — Прибережний хребет Анд (північна Венесуела);
- C. f. venezuelanus Berlepsch, 1893 — західні схили Венесуельських Анд (від Лари до Тачири);
- C. f. ponsi Phelps & Phelps Jr, 1952 — гори Сьєрра-де-Періха (північно-західна Венесуела);
- C. f. eminens Zimmer, JT, 1946 — східні схили Східного хребта Колумбійських Анд (південь Норте-де-Сантандера, Бояка);
- C. f. trudis Olson, 1983 — західні схили Східного хребта Колумбійських Анд (Сантандер);
- C. f. exitelus Olson, 1983 — північ Центрального хребта Колумбійських Анд (Антіокія);
- C. f. flavopectus (Lafresnaye, 1840) — західні схили Східного хребта Колумбійських Анд (від Сантандера до Кундінамарки);
- C. f. macarenae Zimmer, JT, 1947 — гори Макарена (південна Мета);
- C. f. olsoni Avendaño, Stiles & Cadena, 2013 — східні схили Східного хребта Колумбійських Анд (Центральна Колумбія);
- C. f. nigriceps Chapman, 1912 — південь Колумбійських Анд;
- C. f. phaeocephalus Sclater, PL & Salvin, 1877 — Еквадорські Анди;
- C. f. cinereocephalus Taczanowski, 1874 — центральні Перуанські Анди (Хунін, північне Куско);
- C. f. hiaticolus O'Neill & Parker, TA, 1981 — північні Перуанські Анди;
- C. f. peruvianus Carriker, 1933 — південні Перуанські Анди (Куско, Пуно);
- C. f. bolivianus Hellmayr, 1921 — Анди на заході Болівії;
- C. f. fulvigularis Berlepsch, 1901 — Анди в Центральній Болівії (Кордильєра-де-Кочабамба);
- C. f. argentinus Hellmayr, 1921 — Анди на півдні Болівії та на північному сході Аргентини (Жужуй, Сальта, Тукуман).

Результати низки молекулярно-генетичних досліджень показують, що мінливобарвний зеленник насправді являє собою комплекс видів, через що дослідники пропонують розділити вид на кілька видів.

## Поширення і екологія
Мінливобарвні зеленники мешкають в Мексиці, Гватемалі, Белізі, Сальвадорі, Гондурасі, Нікарагуа, Коста-Риці, Панамі, Колумбії, Венесуелі, Еквадорі, Перу, Болівії і Аргентині. Вони живуть у вологих гірських і хмарних тропічних лісах та у високогірних чагарникових заростях. Зустрічаються невеликими зграйками, переважно на висоті від 1000 до 2500 м над рівнем моря. Часто приєднуються до змішаних зграй птахів. Живляться комахами, павуками, дрібними плодами і нектаром. Гніздо чашоподібне, зроблене з гілочок, корінців, листя і моху, розміщується на змелі, в дуплі, серед чагарників або на дереві. В кладці від 1 до 3 яєць.